# Большунов Даниїл Геннадійович
Даниїл Геннадійович Большунов (рос. Даниил Геннадьевич Большунов; нар. 3 квітня 1997, Тольятті, Самарська область, Росія) — російський футболіст, центральний півзахисник ставропольського «Динамо».

## Життєпис
Народився в місті Тольятті, розпочав займатися футболом в Академії футболу ім. Юрія Конопльова (Тольятті). Вихованець нерюнгрінського футболу. Випускник Республіканської спеціалізованої дитячо-юнацької футбольної школи (2011—2015).
У складі збірної Республіки Саха (Якутія) переможець зонального етапу 6-ї літньої Спартакіади школярів Росії (2013). Виступав за команду «Якутія-РСДЮФШ» міста Нерюнгрі в третьому дивізіоні зона «Далекий Схід». У сезоні 2015/16 років зіграв 14 матчів у першості ПФЛ за клуб «Якутія» (Якутськ), відзначився одним голом.
Напередодні старту сезону 2016/17 років перейшов у клуб Прем'єр-ліги «Том», за молодіжний склад якого у 2016 році провів 16 матчів, відзначився трьома голами. Після того, як через фінансові проблеми клуб покинула велика кількість провідних футболістів, 3 березня 2017 року матчі проти «Ростова» (0:6) дебютував у Прем'єр-лізі. Першим голом за томський клуб забив 27 квітня 2017 року ворота «Анжі». Всього в сезоні 2016/17 років зіграв у 10 матчах РФПЛ. 15 червня 2017 року стало відомо, що футболіст продовжив контракт із «Томью» на 3 роки. У сезоні 2017/18 років взяв участь в 14 матчах «Томі» в першості ФНЛ.
24 липня 2018 року відправився в оренду до кінця сезону в «Сахалін». У сезоні 2018/19 років взяв участь у всіх 20 матчах команди в першості ПФЛ, незмінно виходячи в стартовому складі, і відзначився шістьма забитими м'ячами. Також зіграв у трьох матчах команди в Кубку Росії. За підсумками сезону разом із командою став переможцем групи «Схід» першості ПФЛ.
У сезоні 2019/20 років виступав в оренді за «Новосибірськ», у футболці якого зіграв 1 матч у Першості ПФЛ. Починаючи з 2020 року захищає кольори ставропольського «Динамо».
У складі студентської збірної Росії брав участь у футбольному турнірі літньої Універсіади 2019 року, де росіяни посіли четверте місце.